# Voo Northwest Airlines 253
O voo Northwest Airlines 253 é um voo transatlântico entre Amesterdão, Países Baixos, e Detroit, Michigan, Estados Unidos. O voo é operado pela companhia Northwest Airlines e foi alvo de uma tentativa de ataque terrorista em 25 de dezembro de 2009. Três pessoas, incluindo o alegado autor, ficaram feridas. O suspeito, de nacionalidade nigeriana, foi detido.
Em pleno voo um passageiro identificado como Abdul Farouk Abdulmutallaba, de 23 anos e nacionalidade nigeriana fez despoletar um engenho explosivo consistindo numa mistura de pó inflamável e líquido (inicialmente suposto ser panchão) cerca de 20 minutos antes de o avião aterrissar. O suspeito aparentemente bateu num pacote de pó na sua perna ou virilha, e usou uma seringa com produtos químicos para causar uma reacção química, e a parte inferior do seu corpo foi apanhada em fogo. O engenho falhou a detonação. Um passageiro afirmou "Houve fumo e chamas; foi assustador.". Supõe-se que a substância usada foi tetranitrato de pentaeritritol, um químico altamente explosivo.
A aeronave, um Airbus A330-300 tinha 278 pessoas a bordo. Por volta das 12:00 locais, na fase de aterragem, um passageiro tentou explodir alguns petardos de fraca intensidade. O suspeito, um nigeriano de nome Abdul Mudallad, de 23 anos terá dito às autoridades americanas que havia sido treinado pela Al-Qaeda e o ataque fora uma ordem de Osama Bin Laden. Segundo ele, os explosivos teriam sido fornecidos a ele por militantes do Iêmen, porém há suspeitas de que o nigeriano tenha agido sozinho e apenas se inspirado na organização comandada pelo saudita Osama Bin Laden.